# Clifton upon Teme
Clifton upon Teme est une paroisse civile et un village du Worcestershire, en Angleterre.